# Guillermo Aispuro-Bichet
Pour les articles homonymes, voir Bichet.
Pas d'image ? Cliquez ici

a Compétitions nationales et continentales officielles uniquement.

b Matchs officiels uniquement.
Guillermo Aispuro-Bichet, né le 12 juillet 2005, est un joueur international français de rugby à XIII polyvalent évoluant au poste de troisième ligne, de centre ou d'arrière dans années 2020.
Enfant de parents sportifs, Guillermo Aispuro-Bichet découvre le rugby à XIII dans sa jeunesse au sein du club local de l'Opoul XIII. Il poursuit sa progression au sein du pôle espoir de Carcassonne puis s'engage au Saint-Estève XIII Catalan en 2022. Il dispute ses première rencontres dans le Championnat de France avec ce dernier lors de la saison 2023-2024 puis dispute avant ses vingt ans en juillet-août 2024 ses premières rencontres avec les Dragons Catalans en Super League.
Grand espoir, il intègre l'équipe de France lors de deux rencontres organisées contre le Kenya fin 2023.

## Palmarès

### Détails en sélection
| Matchs internationaux de Guillermo Aispuro-Bichet | Matchs internationaux de Guillermo Aispuro-Bichet | Matchs internationaux de Guillermo Aispuro-Bichet | Matchs internationaux de Guillermo Aispuro-Bichet | Matchs internationaux de Guillermo Aispuro-Bichet | Matchs internationaux de Guillermo Aispuro-Bichet | Matchs internationaux de Guillermo Aispuro-Bichet | Matchs internationaux de Guillermo Aispuro-Bichet | Matchs internationaux de Guillermo Aispuro-Bichet | Matchs internationaux de Guillermo Aispuro-Bichet | Matchs internationaux de Guillermo Aispuro-Bichet | Matchs internationaux de Guillermo Aispuro-Bichet |
|                                                   | Date                                              | Adversaire                                        | Résultat                                          | Compétition                                       | Poste                                             | Points                                            | Essais                                            | Pen.                                              | Drops                                             |                                                   |                                                   |
| ------------------------------------------------- | ------------------------------------------------- | ------------------------------------------------- | ------------------------------------------------- | ------------------------------------------------- | ------------------------------------------------- | ------------------------------------------------- | ------------------------------------------------- | ------------------------------------------------- | ------------------------------------------------- | ------------------------------------------------- | ------------------------------------------------- |
| sous les couleurs de la France                    |                                                   |                                                   |                                                   |                                                   |                                                   |                                                   |                                                   |                                                   |                                                   |                                                   |                                                   |
| 1.                                                | 2 décembre 2023                                   | Kenya                                             | 78-6                                              | Test-match                                        | Troisième ligne                                   | -                                                 | -                                                 | -                                                 | -                                                 |                                                   |                                                   |
| 2.                                                | 5 décembre 2023                                   | Kenya                                             | 108-4                                             | Test-match                                        | Troisième ligne                                   | 4                                                 | 1                                                 | -                                                 | -                                                 |                                                   |                                                   |
| 3.                                                | 22 octobre 2024                                   | Ukraine                                           | 74-8                                              | Qualif. CM                                        | Centre                                            | 14                                                | 2                                                 | 6                                                 | -                                                 |                                                   |                                                   |

### Détails en clubs
| Saison    | Saison                 | Championnat      | Championnat | Championnat | Championnat | Championnat | Championnat | Championnat | Coupe           | Coupe      | Coupe | Coupe | Coupe | Coupe | Coupe | Sélection | Sélection | Sélection | Sélection | Sélection | Sélection | Sélection |
| Saison    | Saison                 | Comp.            | Class.      | M           | Pts         | Ess.        | Buts        | Dp.         | Comp.           | Class.     | M     | Pts   | Ess.  | Buts  | Dp.   | Comp.     | M         | Pts       | Ess.      | Buts      | Dp.       |           |
| --------- | ---------------------- | ---------------- | ----------- | ----------- | ----------- | ----------- | ----------- | ----------- | --------------- | ---------- | ----- | ----- | ----- | ----- | ----- | --------- | --------- | --------- | --------- | --------- | --------- | --------- |
| 2023-2025 | St-Estève XIII Catalan | Champ. de France | 8e          | 11          | 16          | 4           | -           | -           | Coupe de France | 1/8 finale | -     | -     | -     | -     | -     |           | 2         | 4         | 1         | -         | -         |           |
| 2023-2025 | St-Estève XIII Catalan | Champ. de France |             | 2           | 22          | 1           | 9           | -           | Coupe de France |            | -     | -     | -     | -     | -     |           |           |           |           |           |           |           |
| 2024      | Dragons Catalans       | Super League     | 7e          | 5           | -           | -           | -           | -           | Challenge Cup   | 1/4 finale | -     | -     | -     | -     | -     |           | 1         | 14        | 2         | 6         | -         |           |
| 2025      | Dragons Catalans       | Super League     |             |             |             |             | -           | -           | Challenge Cup   | 1/2 finale | 2     | 8     | -     | 4     | -     |           |           |           |           |           |           |           |